# Amblyraja georgiana
Amblyraja georgiana és una espècie de peix de la família dels raids i de l'ordre dels raïformes.

## Morfologia
- Els mascles poden assolir 100 cm de longitud total.[1][2]

## Reproducció
És ovípar i les femelles ponen càpsules d'ous, les quals presenten com unes banyes a la closca.

## Hàbitat
És un peix marí i d'aigües profundes (54°S-74°S) que viu entre 20–350 m de fondària.

## Distribució geogràfica
Es troba a l'Argentina, Xile, Nova Zelanda i Geòrgia del Sud.

## Ús comercial
És emprat per a fer farina de peix.

## Observacions
És inofensiu per als humans.